# Mundo científico (publicación)
Mundo Científico, fue la versión en español de la francesa La Recherche publicada por la extinguida Editorial Fontalba (Barcelona), de difusión mensual (el número 1 se publicó en marzo de 1981 y el último, el 247, en julio de 2003). Incluía artículos de la versión francesa, así como algunos propios de la versión en español. Su temática eran las ciencias naturales, experimentales y tecnología en general.
ISSN: 0211-3058